# Воскресенська слобідка

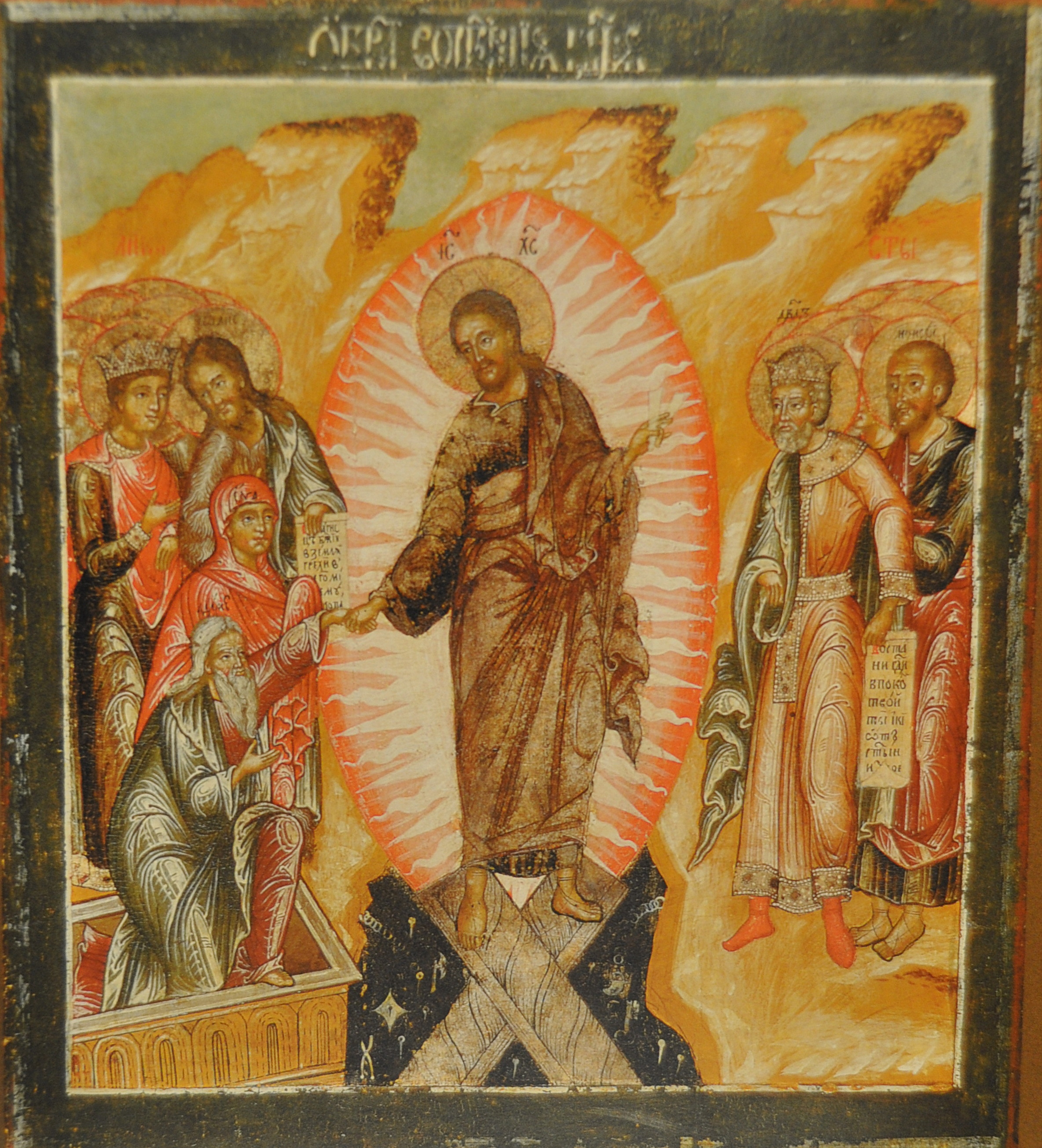
древня православна ікона, яка зображує Великдень, Воскресіння Христове — свято завдяки якому сучасний мікрорайон здобув свою назву

Воскресенська слобідка — історична місцевість на Подніпров'ї у складі міста Києва, колишнє село, на місці якого нині розташований житловий масив і мікрорайон Воскресенка.

## Передісторія. Подніпров'я у складі Речі Посполитої

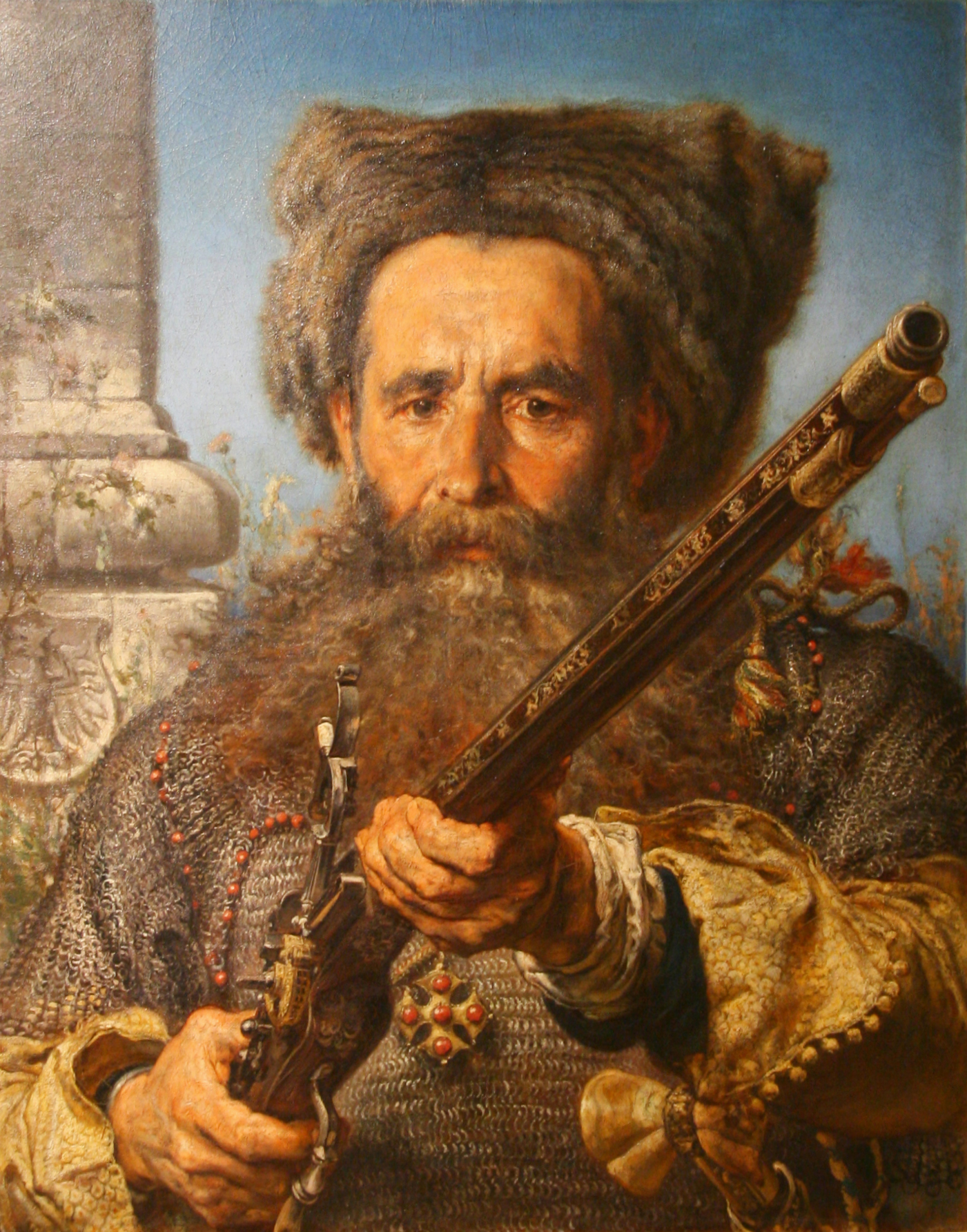
Остафій Дашкевич

Вже сама назва Воскресенки свідчить про її тісний зв'язок з багатим і непростим козацько-християнським минулим Подніпров'я, Київської Русі-України. Це цілком підтверджується історичними даними, оскільки батьком-засновником Воскресенки по праву може вважатись руський князь Остафій Дашкевич — один із славетних і шанованих у народі отаманів козаків-християн Подніпров'я 16 ст., перших отаманів Війська Запорозького і отже творців новітньої української державності.
Також назва мікрорайону, яка нагадує про найбільше православне свято — Великдень, Воскресіння Христове, свідчить про його зв'язок з багатою християнською історією Подніпров'я, минулим простого трудового народу вільної України і святої Русі і може бути витлумачена як ознака великої благодаті Божої, яка пов'язана з цим невеликим краєм у межах сучасного мегаполіса — благословенною Воскресенкою.
Остафій Дашкевич — один з перших власників Воскресенки, один з перших руських козачих отаманів XVI століття, князь з династії Рюриковичів і Глинських, козачий отаман, який одним з перших у світі озброїв свої загони вогнепальною зброєю, щоб дати відсіч кримським ординцям. Може вважатись одним із співзасновників Війська Запорозького.
Воскресенська слобідка простягалася між Дніпром і сучасним Воскресенським проспектом. Вона відома з XVI століття як «Євстафіївська земля», що належала кошовому отаману Запорозького козацтва Євстафію Дашкевичу. Згодом він подарував ці землі Воскресенській церкві, яка знаходилася на Подолі (і була побудована коштом Дашкевича). Звідси й походить назва майбутньої слобідки.

## Держава Війська Запорозького у складі Московського царства
У цей час Воскресенська слобода належала до Остерської сотні Переяславського полку Війська Запорозького.
1719 року за розпорядженням київського губернатора, князя Дмитра Голіцина, Воскресенка була вилучена у Воскресенської церкви та під новою назвою Губернаторська слобідка перетворена на ранговий маєток київських губернаторів та комендантів Печерської фортеці.

## У складі Російської імперії
А у 1786 Воскресенка остаточно перейшла у казенне володіння, а її жителі в переважній більшості стали державними, казенними селянами-християнами.
Після ліквідації Гетьманщини, тобто Держави Війська Запорозького у складі Російської імперії Воскресенська слобідка потрапила до складу Остерського повіту Чернігівської губернії.
На початку 20 ст. у селі Воскресенська Слобідка Остерського повіту проживало близько 800 жителів, які в переважній більшості були між собою родичами і належали до кількох корінних родів села, як це зазвичай буває в українських селах. Серед жителів села того часу Остерського повіту представники родин з типовими українськими прізвищами — Бабчуки, Велички, Гавриші, Гончаренки, Драги, Заїченки, Конахи, Кришні, Міщенки, Нестеренки, Островські, Риженки, Скидани, Смоляки тощо. Як свідчать метричні книги, що досі зберігаються в архівах Києва всі села Лівого Берега Києва, які нині відомі як мікрорайони, зокрема Воскресенка, Позняки, Осокорки, Микільська Слобідка, Вигурівщина, Троєщина і т. д. були поєднані численними родовими зв'язками та кумівством. Основну масу населення складали ремісники, торгівці і землероби, які обслуговували потреби міста Києва, що в той час розташовувалось лише на правому березі.

## Українська Республіка
З 1930 року уся місцевість входила до Київської приміської смуги. У склад Києва вона потрапила у 1933 році. Слобідку було спалено під час Другої світової війни у вересні 1943 року, але по її завершенні було відновлено.
За спогадами старожилів сільська церква на честь Воскресіння Христового знаходилась позаду авторинку, якщо дивитись зі сторони ТРЦ «Квадрат». У 1930-х її спочатку перетворили на сільський клуб і цирк, а потім зруйнували, ще перед війною.
Трагічно склалася також доля родини одного з останніх священнослужителів місцевої, Воскресенської церкви. У 1903–1914 роках священнослужіння в ній здійснював отець Олександр Семенович Русанович, син священика отця Семена Гавриловича Русановича з містечка Гоголів, нащадок древнього боярського роду Русановичів на честь яких названі Русанівка і Русанів. В лютому 1933 року отець Олександр помер від голоду, його рідного сина Дмитрія, випускника Київської Духовної Академії розстріляли у травні 1938 року у Лук'янівській в'язниці, а рідного брата, гоголівського священика отця Івана Семеновича Русановича закатували там же на Різдво 1939 року.
Після війни у селі з'явилось багато нових поселенців з Української Республіки і СРСР, які хотіли жити поближче до Києва.
Протягом 1960—80-х років Слобідку майже повністю знесено (залишено тільки вулицю Марка Черемшини), поряд з нею протягом 1960-х збудовано житловий масив Воскресенський, до якого в 1980—82 прибудовано мікрорайон Куликове на місці знесеного селища Куликове, у 1970-і роки — житловий масив Кибальчич, а на місці знесеної Воскресенської слобідки — 1-й і 2-й мікрорайони житлового масиву Райдужного (1977–1985).

## Відновлення історичної справедливості і увічнення пам'яті

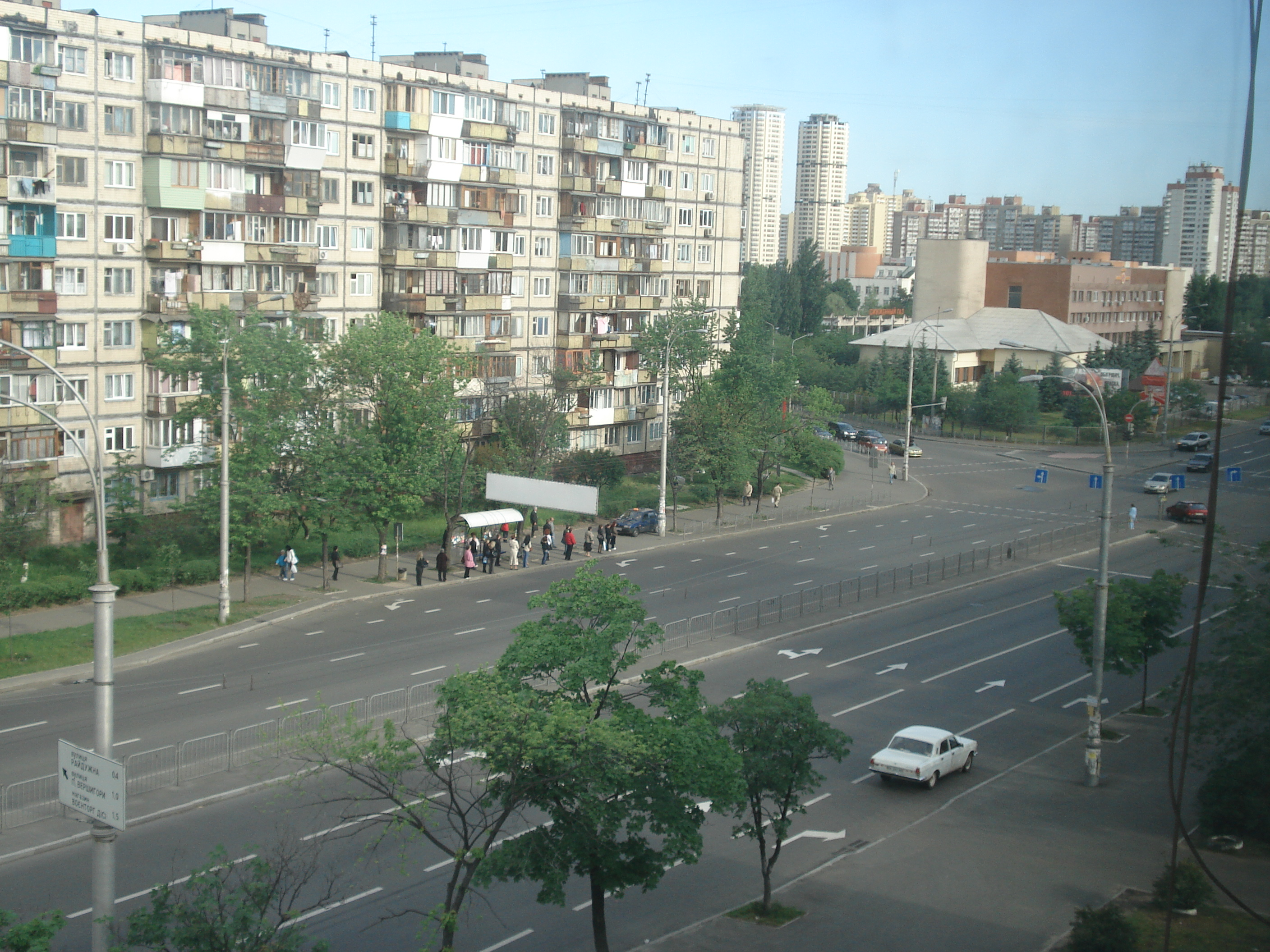
Будинок по Воскресенському проспекту, у дворі якого знаходиться пагорб із залишками одного з кладовищ старої Воскресенки

Під час побудови мікрорайону Воскресенка за байдужої і мовчазної згоди влади було знищено щонайменше два старих сільських кладовища. Частину поховань родичам вдалося перенести на Лісове кладовище, а інші просто згорнули. Інше кладовище знаходилося на території парку поблизу сучасного ТРЦ «Квадрат», неподалік від того місця, де розташований бювет.
Нині ведуться роботи з увічнення пам'яті про засновників і перших жителів Воскресенки. Планується установка хреста на пагорбі з залишками поховань корінних жителів села, установка на території мікрорайону пам'ятника отаману Євстафію Дашкевичу, першому власнику Воскресенки і одному з засновників Війська Запорозького. Також розглядається пропозиція про присвоєння розташованій на території мікрорайону Академії МВС імені козацького отамана.